# Eben Etzebeth
Eben Etzebeth (29. října 1991, Kapské Město) je ragbista reprezentující Jihoafrickou republiku. Hraje na pozici druhé řady za jihoafrický klub Sharks, který soutěží v mezinárodní United Rugby Championship. 
V kategoriích do 14 a 16 let hrál za béčkové týmy a vynikal ve skoku vysokém. Přesto si v roce 2012 odbyl reprezentační debut a dne 16.7 2022 si zapsal stý zápas za reprezentaci a je sedmým hráčem v historii, kterému se to za Jihoafrickou republiku podařilo. V září 2024 při zápase Rugby Championship proti Argentině si Etzebeth připsal 128. start za reprezentaci a stal se hráčem s nejvíce odehranými zápasy za JAR v historii.
Je dvojnásobným mistrem světa (MS 2019 a MS 2023) a má bronz z MS 2015. Je vítězem Rugby Championship (2019 a 2024). V roce 2023 a 2024 byl v nominaci na nejlepšího ragbistu světa. V roce 2021 byl World Rugby zvolen do nejlepší sestavy světa. V roce 2012 vyhrál s klubem Western Province jihoafrickou ligu. 